# Mahmud-Moschee (Kababir)

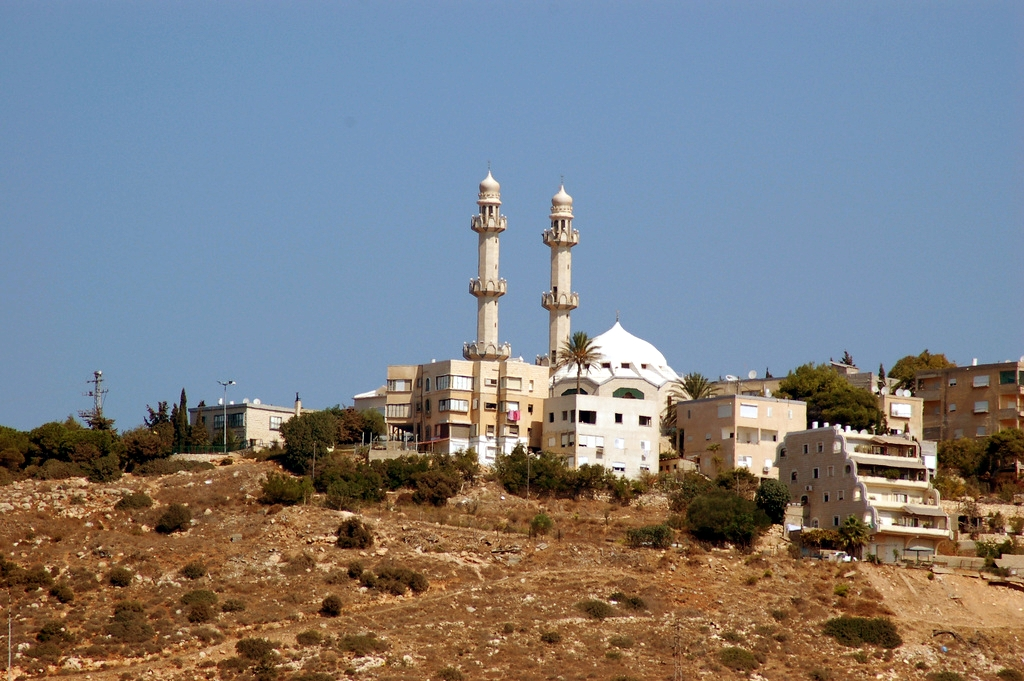
Ahmadiyya-Moschee in Haifa

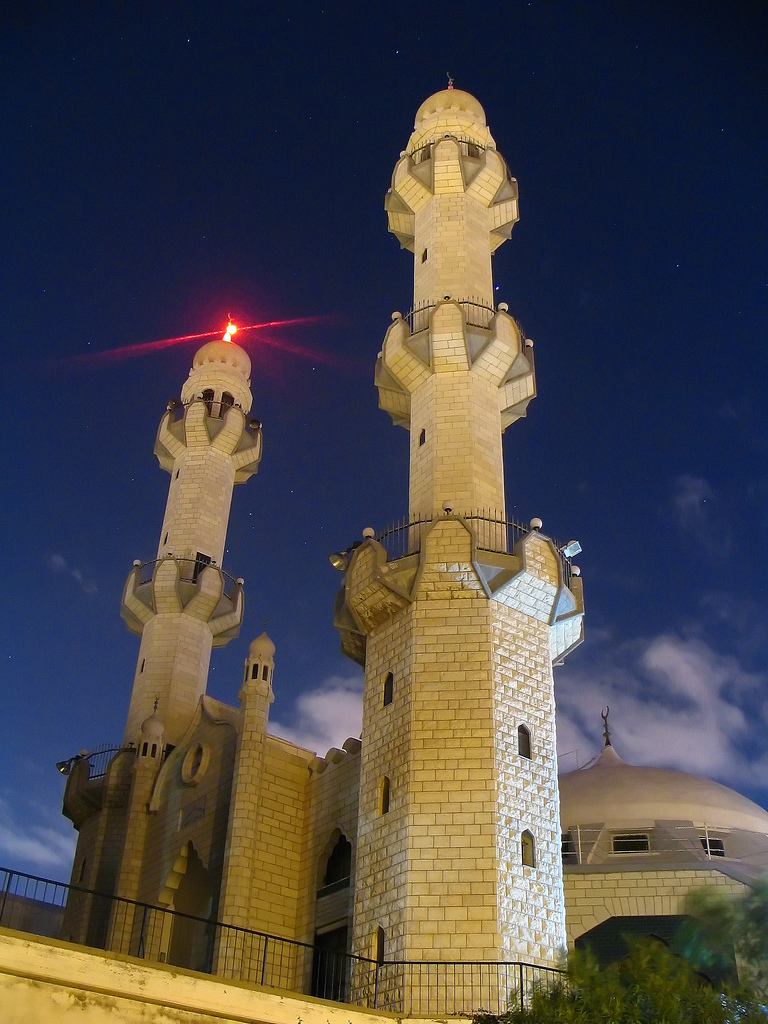
Ahmadiyya-Moschee am Karmel

Die Mahmud-Moschee (arabisch مسجد محمود, DMG Masǧid Maḥmūd ‚Moschee des Preiswürdigen‘) in Haifa wurde durch die Ahmadiyya Muslim Jamaat in den späten 1970er Jahren erbaut.

## Die Moschee
Die erste Moschee in der Siedlung am Karmelgebirge wurde im Jahr 1931 erbaut und durch eine größere Moschee in den 1970ern ersetzt. Die Groß-Moschee besitzt zwei weiße Minarette mit einer Höhe von 34 Metern und beherrscht so das Stadtbild inmitten der niedrigen Bebauung auf den Hügeln ringsum.

## Die Ahmadiyya in Israel
Die Ahmadiyya Muslim Jamaat in Israel siedelte sich – aus Ni'lin nahe Jerusalem kommend – in Kababir an. 
Abdul Qadir Odeh war der erste Palästinenser, der in Israel zur Ahmadiyya Muslim Jamaat übertrat. Der erste Ahmadiyya-Missionar in Israel war Jalaluddin Shams aus Indien.

## Die Siedlung am Karmelgebirge
Kababir ist eine gemischte Siedlung mit Juden und arabischen Ahmadis am Karmelgebirge in Haifa, die 1928 gegründet wurde.